# مجزرة مخيم الكمونة للاجئين
وقعت مجزرة مخيم الكمونة للاجئين أو الضربة الجوية على مخيم سرمدا، يوم 5 مايو عام 2016، خلال الحرب الأهلية السورية. كان المخيم قريبًا من الحدود التركية في محافظة إدلب على 40 كيلومتر (25 ميل) غرب حلب. قُتل ما بين 28 إلى 30 شخصًا في مخيم الكمونة للاجئين بالقرب من سرمدا في شمال سوريا. أفيد في البداية أنه قصف بالطيران الحربي. كان من بين القتلى أطفال. جاء الهجوم خلال مفاوضات الهدنة بين الفصائل المتحاربة.
ذكر شهود عيان أن المعسكر قُصف مرتين، مما أدى إلى إضرام النار في العديد من الخيام.

## الأحداث
بعد أن شنت قوات بشار الأسد هجومًا على حلب في أبريل 2016، تم تجميع مستوطنة غير رسمية، غطاء الرحمة، بالقرب من قرية الكمونة، لاستضافة أكثر من 2500 لاجئ (450 عائلة) فروا من حلب نحو الشمال. لم تكن هناك أهداف عسكرية بالقرب من مخيم اللاجئين، وقد كان واضحًا من السماء. في ذلك الوقت، كانت الطائرات الحربية التي تطير فوق المحافظة عادة ظا تكون طائرات تتبع القوات المسلحة السورية والقوات الجوية الروسية.
ندد الأمين العام للأمم المتحدة بان كي مون وغيره من مسؤولي الأمم المتحدة بالهجوم وأعلن أنه جريمة حرب محتملة. حث كي مون مرة أخرى مجلس الأمن على إحالة الوضع في سوريا إلى المحكمة الجنائية الدولية. وصفت المفوضية السامية للأمم المتحدة لحقوق الإنسان الهجوم بأنه «تجاهل صادم لحياة المدنيين» ووصفته بأنه «انتهاك صارخ للقانون الإنساني الدولي وحقوق الإنسان».
ذكر ممثلو الجيش السوري أنهم لم يستهدفوا المخيم. نفت روسيا أن أيًا من طائراتها قد حلقت فوق مخيم اللاجئين، وأن بيانات رصدها للمجال الجوي أظهرت عدم وجود رحلات جوية بواسطة أي طائرة فوق المخيم. ذكر مسؤولو وزارة الدفاع الروسية أن الأضرار الموضحة في الصور والفيديو تشير إلى أن المخيم ربما يكون قد أصابته أنظمة إطلاق صاروخية متعددة كانت تستخدمها جبهة النصرة. وقال رئيس المفوضية السامية للأمم المتحدة لحقوق الإنسان زيد رعد الحسين أن التقارير الأولية للمخيم الذي أصابته طائرات سلاح الجو السوري غير متحقق منها.

## روابط خارجية
- فيديو لما بعد الهجوم
- صورة لمنطقة هجوم بالأسلحة أحمد حسن عبيد، وكالة الأناضول